# Capraiola orientalis
Capraiola orientalis es una especie de escarabajo de la familia Leiodidae, la única de su género, Capraiola. Fue descrita por primera vez por Zoia y Rampini en 1994.
Esta especie se encuentra en Irán.